# Великохутірська сільська територіальна громада
Великохутірська сільська об'єднана територіальна громада — територіальна громада в Україні, на території Золотоніського району Черкаської області. Адміністративний центр — село Великий Хутір.
Площа громади — 118,33 км², населення — 2402 мешканці (2018).
Утворена 5 жовтня 2018 року шляхом об'єднання Великохутірської, Рецюківщинської та Рождественської сільських рад Драбівського району.
Згідно з розпорядженням Кабінету Міністрів України від 12.06.2020 № 728-р до складу громади була включена Безбородьківська сільська рада Драбівського району.

## Населені пункти
У складі громади 3 села: Безбородьки, Великий Хутір, Рождественське та 2 селища: Ашанівка та Рецюківщина.